# Халфорд
Halford е хевиметъл група, създадена през 1999 г. от вокалиста на Judas Priest Роб Халфорд. Халфорд създава групата, за да се завърне към своите метъл корени. Предишните му проекти са Fight и индъстриъл метъл групата 2wo.

## История
Първият албум на групата Resurrection излиза през 2000 г. Песента от него "The One You Love to Hate", включва Брус Дикинсън от Iron Maiden. През 2002 г. излиза Crucible без концертни издания преди това. Сингълът "Forgotten Generation" излиза през ноември 2006 г. Първата вълна от презаписани и ремастерирани песни от дискографията на групата са пуснати в iTunes Store. На 3 ноември 2009 г. излиза третия соло албум Halford III: Winter Songs. На 25 юни 2010 г. излиза сингъла "The Mower" от четвъртия албум Halford IV: Made of Metal, който излиза през септември същата година.

## Състав
| Сегашни членове - Роб Халфорд – вокали (1999– ) - Майк Клашчак – китара (1999– ) - Боби Ярзомбек – барабани (2000– ) - Майк Дейвис – бас (2003– ) - Рой Зи – китара (2003– ) |  | Предишни членове - Пийт Парада – барабани (1999–2000) - Рей Райндо – бас (1999–2002) - Патрик Лахман – китара (1999–2002) - Джейсън Уорд – бас (2003) - Чад Тарингтън – китара (2003) |

## Дискография
| - Resurrection (2000) - Crucible (2002) - Halford III: Winter Songs (2009) - Halford IV: Made of Metal (2010) - Metal God Essentials, Vol. 1 (2007) - Live Insurrection (2001) - Live – Disney House of Blues Concert (2004) - Live in Anaheim (Original Soundtrack) (2010) - Live at Saitama Super Arena (Original Soundtrack) (2011) - Live in London (2012) - Live at Rock in Rio III (2008) - Live in Anaheim (2010) - Live at Saitama Super Arena (2011) | - Fourging the Furnace (2003) - Silent Screams – The Singles (2006) - Night Fall (2000) - Resurrection (2000) - Forgotten Generation (2006) - Get Into the Spirit (2009) - Christmas For Everyone (2009) - Oh Come O Come Emanuel (2009) - The Mower (2010) - Made of Metal (2010) |